# Евстатий Дафномил
Евстатий Дафномил (на гръцки: Εὐστάθιος Δαφνομήλης) е византийски стратег и патриций от XI век, който служи във войните за покоряването на България през Въстанието на комитопулите. Заедно с Никифор Уран и Никифор Ксифий, той е известен военачалник във войната между император Василий II (упр. 976 – 1025) и цар Самуил от България (упр. 997 – 1014), помага в дългия конфликт и ослепяването на българския вожд Ивац през 1018 година. Дафномил става византийски стратег, управител на византийската тема Дирахий.